# Noche de perdición
Noche de perdición es una película musical mexicana de 1951 escrita y dirigida por José Díaz Morales y protagonizada por Rosa Carmina y Carlos Navarro. 

## Argumento
Alicia Robles (Rosa Carmina) es una bailarina que es acusada de asesinato de un empresario. Al enterarse, el esposo le quita a su hijo y ella huye de México con destino a otro país, donde se esconde de la policía.

## Reparto
- Rosa Carmina ... Alicia Robles
- Carlos Navarro... Eduardo
- Liliana Durán ... Margarita
- Dagoberto Rodríguez ... Armando
- José María Linares Rivas ... Señor Martínez
- Víctor Alcocer ... Detective
- Dolores Camarillo ... Tencha
- Ángel Infante ... Delincuente

## Comentarios
Segunda cinta de la rumbera cubana Rosa Carmina bajo la batuta de los estudios cinematográficos Rosas Priego. La primera fue En carne viva.